# Villalgordo del Júcar
Villalgordo del Júcar è un comune spagnolo  situato nella comunità autonoma di Castiglia-La Mancia.